# Strmca, Postojna
Strmca je naselje v Občini Postojna. Naselje je del Krajevne skupnosti Studeno, ki jo sestavljajo tri vasi: Studeno, Strmca in Lohača.

## Geografski podatki
Strmca se nahaja na 642,7 metrov nadmorske višine. Naselje je stisnjeno pod obronke planote Hrušica, ki se zaključuje z dvema višjima vrhovoma severno od vasi, na katera vodijo tudi planinske poti.  Špilnik (med domačini imenovan Lipovec) se dviguje 1018 metrov nadmorske višine, drugi pa je Petričev hrib (med domačini znan kot Oblenk), slednji ima na vrhu 937 metrov nadmorske višine.  Južno od vasi se nadaljuje gozdnato področje posejano z vrtačami in ostalimi kraškimi pojavi na apnencu zgornjekredne starosti. Področje vasi tudi spada h geotektonski enoti Visokega krasa, ki ga obdajajo Nanos, Hrušica in Postojnski kras. Severno od vasi so tla apnenčasta, južneje (med vasjo in gozdom) pa je rodovitno polje, ki se nahaja na glinenih tleh. Mešani gozd smreke in bukve se razpozteza do Postojnskih vrat in nadaljuje v Javornike. Geopedia Arhivirano 2017-07-29 na Wayback Machine.

## Prebivalstvo
Statistični urad RS navaja v podatkih popisa prebivalstva iz leta 2002, da v Strmci prebiva 72 prebivalcev, od tega 38 ženk in 34 moških. V Strmci je 28 gospodinjstev, ki štejejo povprečno 3,0 člana. Občina Postojna

## Zgodovina
Strmca se omenja že leta 1162 kot del posesti cisterjanskega samostana v Stični, ki je od leta 1265 imel tudi sodno oblast nad podložniki. Strmca je takrat skupaj z vasema Studeno in Strane obsegala 12 kmetij. Prometna povezava je bila tu dobro urejena še iz rimskega obdobja, zato je tu vodila tako imenovana rimska cesta proti obalnim predelom. V Studenem so blago pretovarjali, na kar nakazujejo tud ostanki stavbe na Taboru, ki je bila pomembna gospodarska veja tukajšnje samostanske podružnice.